# Jerzy Barycki
Jerzy (Jerry) Barycki (ur. 15 marca 1949 w Wysokiem Mazowieckiem) – polski inżynier budownictwa wodnego i polonijny działacz społeczny w Kanadzie, konsul honorowy RP w Windsor (Ontario).

## Życiorys

### Działalność zawodowa
Absolwent Wydziału Budownictwa Wodnego Politechniki Warszawskiej (1974). Pracował w Hydroprojekcie Warszawa (1974-76) i PBI “Inżynieria Warszawa” (1976-80), gdzie nadzorował warszawskie budowy, m.in. infrastrukturę osiedli mieszkaniowych Orlik i Wilga.
W Kanadzie od 1982 roku, zawodowo związany z budownictwem, inspekcją i projektowaniem infrastruktur miejskich w Windsor (Ontario). Pracował dla firmy budowlanej Scofan Contractors i biura projektowego N.K. Becker & Associates, nadzorując i projektując infrastrukturę miejską (1983-1984), a w l. 1990-2010 nadzorował budowę kilkudziesięciu osiedli mieszkaniowych w LaSalle (Ontario). Członek Professional Engineers Ontario (1994-), Canadian Society for Civil Engineering (1997-2010) i Municipal Engineers Association (1998-2010).

### Działalność społeczna
Działacz społeczny i organizator licznych imprez w kanadyjskim Windsor. Wiceprezes i sekretarz Rady Dyrektorów Osiedla Mieszkaniowego “Polonia Park”, składającego się z 342 apartamentów i kondominiów (1988-2010). Przewodniczący komitetu budowlanego oraz kilkuletni wiceprezes Stowarzyszenia Polskiego Domu Ludowego w Windsor (1995-2002). Współtwórca i prezes Stowarzyszenia Polsko-Kanadyjskich Biznesmenów i Profesjonalistów w Windsor (1997-). W 2000 r. inicjator i współtwórca połączenia partnerskiego miast Windsor i Lublin. Współorganizator i uczestnik wielu oficjalnych delegacji miasta Windsor do Lublina. Członek Komitetu Współpracy Międzynarodowej miasta Windsor (2002-).
Organizator licznych imprez polonijnych w Windsor, koncertów, “Polskich Tygodni w Windsor”, wystaw tematycznych na terenie wielu miast w Kanadzie (“Wybitni Kanadyjczycy polskiego pochodzenia”, “Parlamentarzyści polskiego pochodzenia”, “Obóz Kościuszko”, “Skarby Wawelskie”, “Wybitni Polacy - obywatele świata" itd.). Współtwórca i projektant sześciu wystaw z serii “Kanada 150” (2017) oraz twórca międzynarodowej wystawy “Jubileusz Mikołaja Kopernika w 550. rocznice urodzin” (2023) wystawionej w wielu miastach Kanady, USA i Europy oraz w Senacie RP (przetłumaczonej na 16 języków) i na stałe na Uniwersytecie Jagiellońskim.
Dokumentalista dziedzictwa Polonii kanadyjskiej (np. „90-lat Kongresu Polonii Kanadyjskiej, 1933-2023”), projektant kilku znaczków Poczty Polskiej, medalionów i medali polonijnych, np. I.J. Paderewskiego, Kongresu Polonii Kanadyjskiej (2023) oraz Jubileuszowego Medalionu M. Kopernika w 550. rocznicę urodzin (2023).
Współzałożyciel i prezes Kongresu Polonii Kanadyjskiej, Okręg Windsor-Chatham (2002-06, 2012-18, 2020-2024); wiceprezes Zarządu Głównego KPK (2005-12), dyrektor (2018-2024), pełniący obowiązki prezesa (2009-10); członek Rady Naczelnej KPK (2002-10, 2012-18, 2020-24) i jej przewodniczący (2016-18).
Doradca cyklicznej konferencji młodych profesjonalistów polskiego pochodzenia “Quo Vadis” (2009-19). Dyrektor Zarządu Głównego Stowarzyszenia Polskich Kombatantów w Kanadzie (2013-25); członek Rady Polonii Świata (2007 i 2017-); dyrektor Polonia Centre (Windsor) Inc. (1989-90, 2011-25); dyrektor zarządu Polish Canadian Centre Association of Windsor (1988-2010).
Od 13 marca 2025 konsul honorowy RP z siedzibą w Windsor (Ontario).

## Nagrody i odznaczenia
Laureat licznych nagród kanadyjskich na szczeblu prowincjonalnym i federalnym. Wyróżniony nagrodą Ted Glista Memorial Award 2003 za działalność społeczną. Odznaczony Złotym Krzyżem Zasługi (1997), Krzyżem Kawalerskim Orderu Zasługi RP (2005), Złotym Medalem 100-lecia Polonii w Windsor (2008), Krzyżem Oficerskim Orderu Zasługi RP (2010), Medalem Prezydenta Miasta Lublina (2001, 2019), Medalem PISK za Wzorowe Wspieranie Młodzieży (2010), Medalem Unii Lubelskiej (2005), Złotą Odznaką KPK (2009), Srebrnym Medalem “Zasłużony Kulturze Gloria Artis” (2013), Medalem Diamentowego Jubileuszu Królowej Elżbiety II (2012), Medalem Królowej Elżbiety II dla Wolontariuszy (2017), Medalem Senatu RP (2018), Sir C.S. Gzowski Youth Leadership Medal (2019), Jubileuszowym Medalem Fundacji Wł. Reymonta (2020), Medalem Platynowego Jubileuszu Królowej Elżbiety II (2023), Medalem I.J. Paderewskiego Kongresu Polonii Kanadyjskiej (2023), oraz Jubileuszowym Medalem Stowarzyszenia Polsko-Kanadyjskich Biznesmenów i Profesjonalistów w Windsor (2025).

## Życie prywatne
Żonaty z Ewą, główną inżynier Wydziału Budownictwa miasta Windsor (1990-2018). Córka Ania – pracownik Parlamentu Ontario (Legislative Assembly of Ontario) (2019), a następnie Ministerstwa Szkolnictwa Wyższego w prowincji Ontario (2020).